# Wowkowynzi
Wowkowynzi (ukrainisch Вовковинці; russisch Волковинцы Wolkowinzy, polnisch Wowkowynci) ist eine Siedlung städtischen Typs im Osten der ukrainischen Oblast Chmelnyzkyj mit etwa 2500 Einwohnern (2019).
Die Ortschaft wurde 1659 gegründet und erhielt 1957 den Status einer Siedlung städtischen Typs, sie liegt 62 km südöstlich von Chmelnyzkyj und 22 km nordwestlich vom ehemaligen Rajonzentrum Deraschnja.

## Verwaltungsgliederung
Am 14. September 2017 wurde die Siedlung zum Zentrum der neugegründeten Siedlungsgemeinde Wowkowynzi (Вовковинецька селищна громада/Wowkowynezka selyschtschna hromada). Zu dieser zählten auch die 5 Dörfer Kajtaniwka, Korytschynzi, Radiwzi, Sadowe und Strekiw, bis dahin bildete sie zusammen mit den Dörfern Kajtaniwka und Sadowe die gleichnamige Siedlungsratsgemeinde Wowkowynzi (Вовковинецька селищна рада/Wowkowynezka selyschtschna rada) im Osten des Rajons Deraschnja.
Am 12. Juni 2020 kamen noch die 15 in der untenstehenden Tabelle aufgelisteten Dörfer zum Gemeindegebiet.
Am 17. Juli 2020 kam es im Zuge einer großen Rajonsreform zum Anschluss des Rajonsgebietes an den Rajon Chmelnyzkyj.
Folgende Orte sind neben dem Hauptort Wowkowynzi Teil der Gemeinde:
| Name                     | Name                  | Name                                         |
| ukrainisch transkribiert | ukrainisch            | russisch                                     |
| ------------------------ | --------------------- | -------------------------------------------- |
| Horodyschtsche           | Городище              | Городище (Gorodischtsche)                    |
| Hryschky                 | Гришки                | Гришки (Grischki)                            |
| Kajtaniwka               | Кайтанівка            | Кайтановка (Kaitanowka)                      |
| Klopotiwzi               | Клопотівці            | Клопотовцы (Klopotowzy)                      |
| Korytschynzi             | Коричинці             | Коричинцы (Koritschinzy)                     |
| Majdan-Tschernelewezkyj  | Майдан-Чернелевецький | Майдан-Чернелевецкий (Maidan-Tscherelewezki) |
| Makarowe                 | Макарове              | Макарово (Makarowo)                          |
| Nowostrojiwka            | Новостроївка          | Новостроевка (Nowostrojewka)                 |
| Nowyj Majdan             | Новий Майдан          | Новый Майдан (Nowy Maidan)                   |
| Podoljanske              | Подолянське           | Подолянское (Podoljanskoje)                  |
| Radiwzi                  | Радівці               | Радовцы (Radowzy)                            |
| Sadowe                   | Садове                | Садовое (Sadowoje)                           |
| Shar                     | Згар                  | Згар (Sgar)                                  |
| Sharok                   | Згарок                | Згарок (Sgarok)                              |
| Stara Huta               | Стара Гута            | Старая Гута (Staraja Guta)                   |
| Staryj Majdan            | Старий Майдан         | Старый Майдан (Stary Maidan)                 |
| Stepiwka                 | Степівка              | Степовка (Stepowka)                          |
| Strekiw                  | Стреків               | Стреков (Strekow)                            |
| Tscherneliwzi            | Чернелівці            | Чернелевцы (Tschernelewzy)                   |
| Wiwsjanyky               | Вівсяники             | Овсяники (Owsjaniki)                         |